# Американская палия
Американская палия, или американский голец, или американская малоротая палия (лат. Salvelinus fontinalis) — вид лучепёрых рыб семейства лососёвых.

## Описание
Средний размер рыбы редко составляет более 35 см, максимальный размер 86 см. Вес рыбы редко превышает 1 кг, максимальная масса тела 8 кг. Продолжительность жизни до 24 лет. Это популярная рыба в аквакультуре и кулинарии.
Форма тела типично торпедообразное. Как и у всех лососёвых имеется жировой плавник. Брюшные плавники красно-оранжевого цвета с белой кромкой. Спина коричневого цвета с крапинами оливкового цвета. Чешуя мелкая.

## Распространение
Американская палия распространена в Северной Америке, а также Аргентине, Европе и Азии, где интродуцирована в естественные водоёмы. Она живёт в холодных и богатых кислородом водоёмах. Образует проходные озерно-речные, озерные и ручьевые формы.

## Питание
Питание состоит преимущественно из ракообразных. Крупные особи питаются также рыбой (также собственного вида). Кроме того питается также червями, хирономидами, ручейниками и другими насекомыми, моллюсками, амфибиями, а также при случае мелкими млекопитающими.

## Факты
- С 1994 года американская палия является одним из символов штата Нью-Гэмпшир[5], с 1988 года - штата Мичиган.